# Travnički sir
Travnički sir, vrsta kravljeg sira. Proizvodi se u Travniku, na Vlašiću i susjednim lokacijama. Izrađuje se za one kojima je aroma ovčjeg mlijeka prejaka. 
Mještani sela s Vlašića donosili su ga uglavnom u Travnik i tu ga prodavali, te se zbog toga poneka brka pojmove vlašićkog i travničkog sira, jer vlašićki sir je samo ovčji sir.